# Eupithecia nigrilinea
Eupithecia nigrilinea är en fjärilsart som beskrevs av W. Warren 1896. Eupithecia nigrilinea ingår i släktet Eupithecia och familjen mätare. Inga underarter finns listade i Catalogue of Life.